# 查戈斯雙鋸魚
查戈斯雙鋸魚（學名：Amphiprion chagosensis）是輻鰭魚綱鱸形目雀鯛科雙鋸魚屬的其中一種，分布於西印度洋查戈斯群島海域，為特有種，體呈卵圓形且側扁，體色依地區不同呈黃色、橙色、微紅色或微黑色，許多呈現白色條狀或斑塊。背鰭硬棘10-11枚、背鰭軟條15-17枚、臀鰭硬棘2枚、臀鰭軟條13-14枚，體長可達11公分，棲息在珊瑚礁區，與海葵形成共生互利關係，並且不受宿主帶刺觸手的影響，為雌雄同體，具有嚴格的階級劃分，雌魚最大，繁殖中的雄魚第二大，並且隨著等級下降，雄魚非繁殖者逐漸變小，如果唯一的繁殖雌性死亡，繁殖的雄魚將變成雌魚，而最大的非繁殖者將成為繁殖的雄魚，以浮游生物為食，可做為觀賞魚。

## 相似種

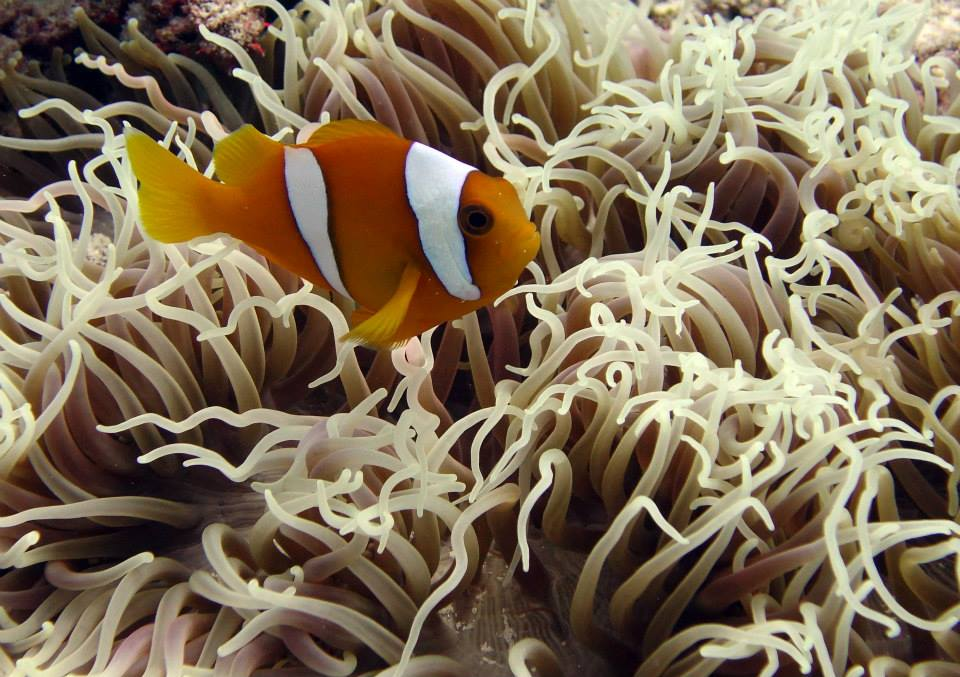
在長觸手海葵叢中的查戈斯雙鋸魚
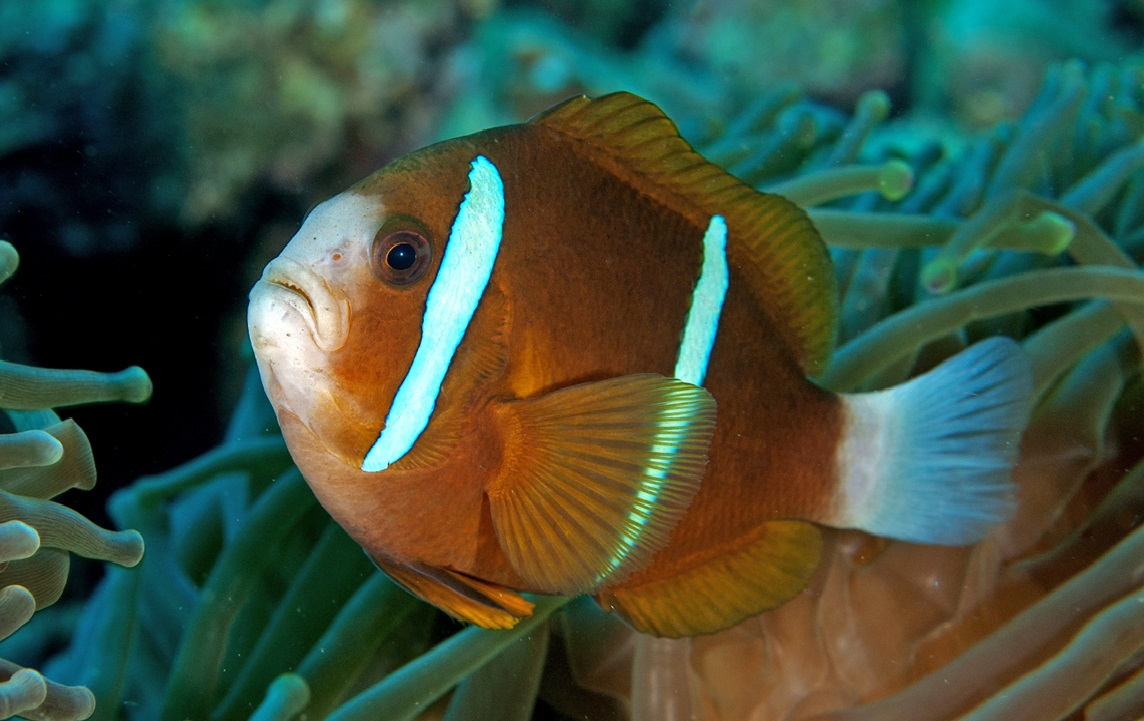
大堡礁雙鋸魚(Amphiprion akindynos)
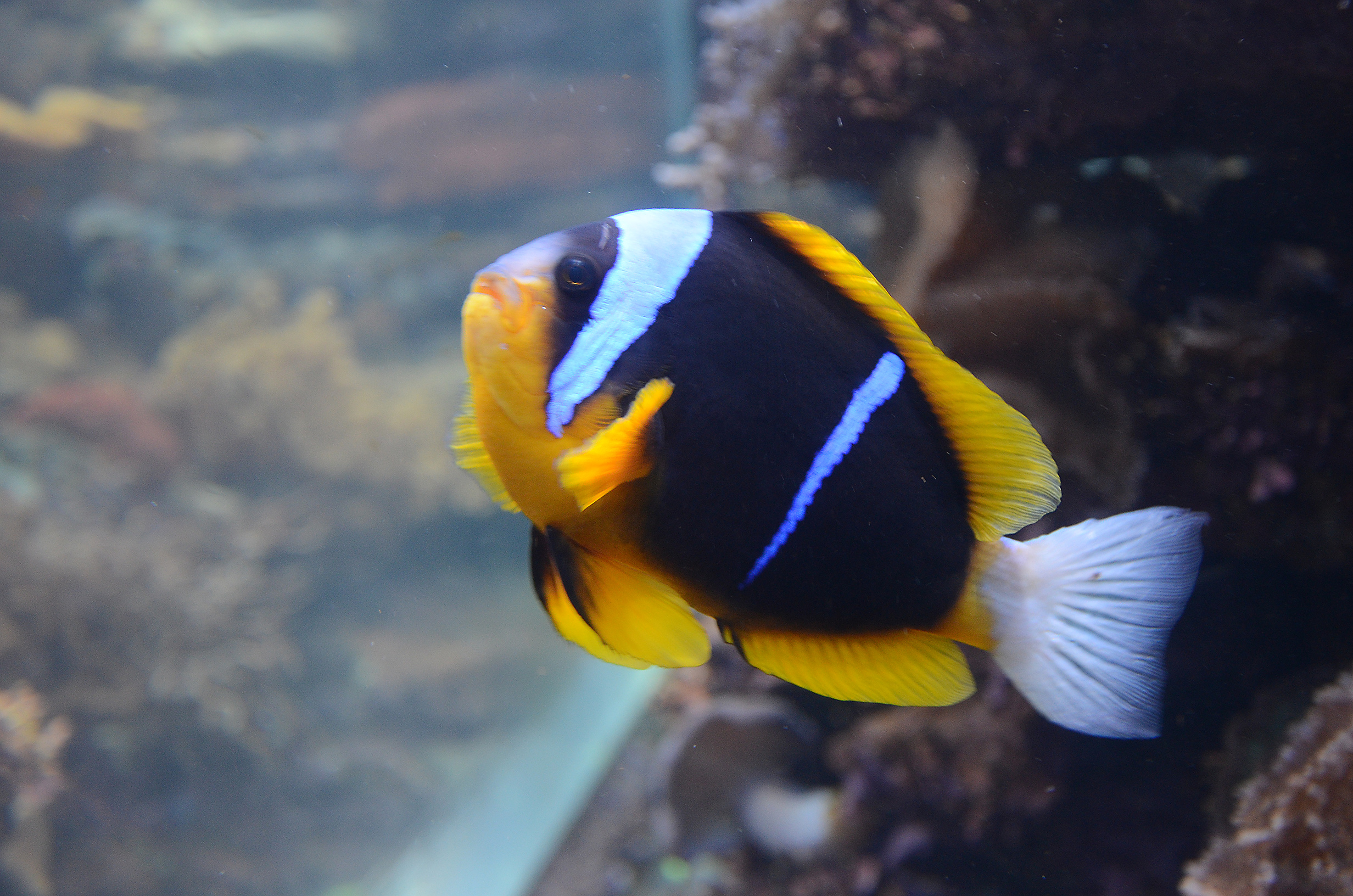
阿氏雙鋸魚(Amphiprion allardi)
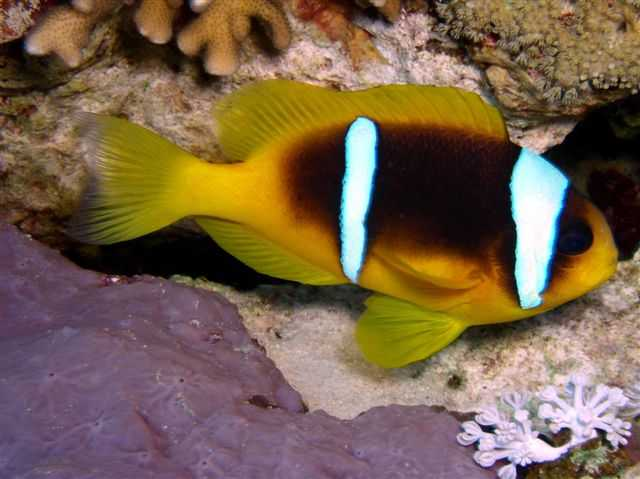
二帶雙鋸魚(Amphiprion bicinctus)